# Mieczysław Lao

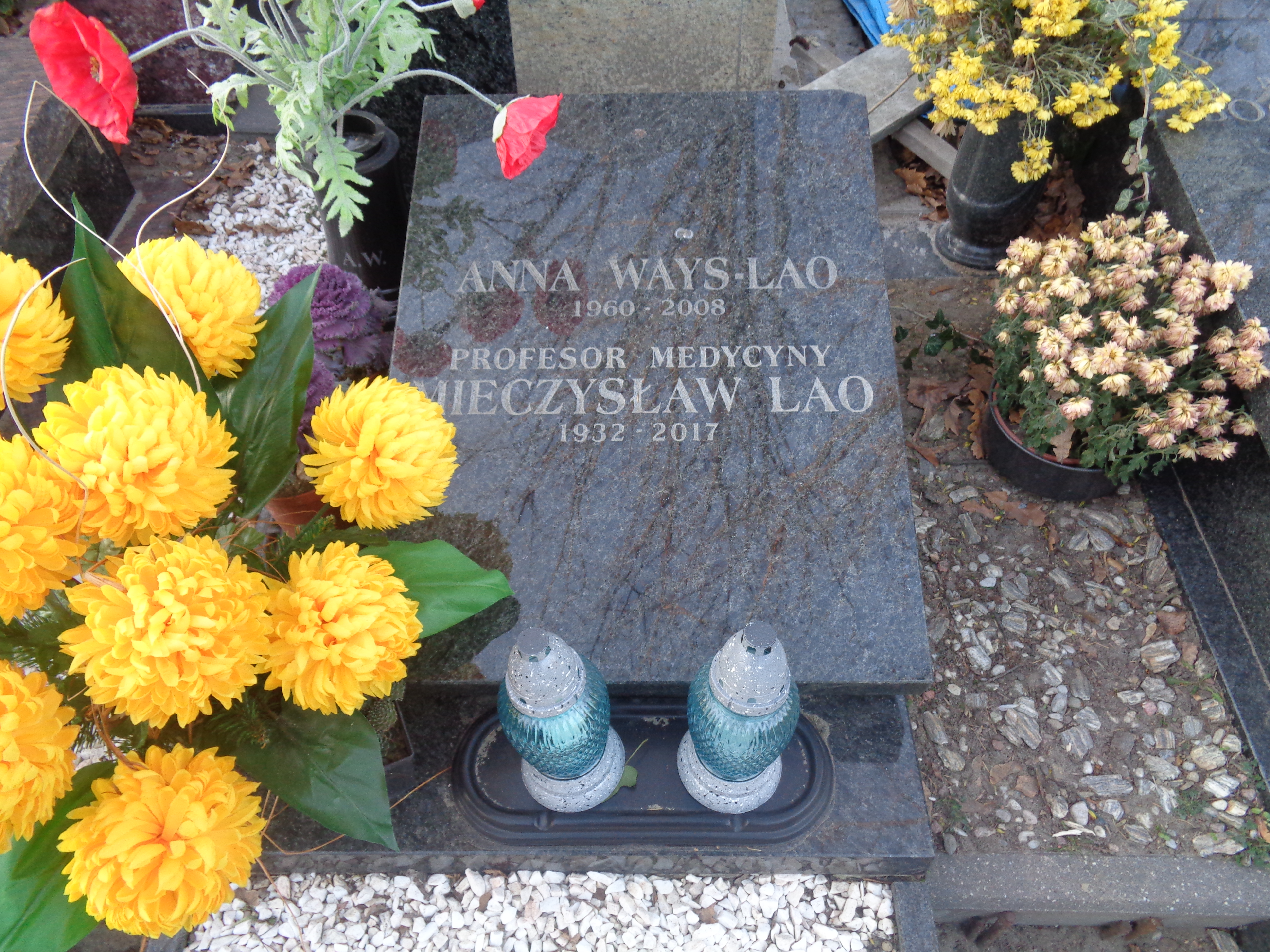
Grób Mieczysława Lao na Cmentarzu Wojskowym na Powązkach

Mieczysław Lao (ur. 31 października 1932, zm. 27 lipca 2017) – polski transplantolog, prof. dr hab. n. med.

## Biografia
W 1958 ukończył studia na Wydziale Lekarskim Akademii Medycznej w Warszawie.  Posiadał stopień doktora habilitowanego, a 30 lipca 1996 został profesorem nadzwyczajnym.
W latach 1980–1982 przebywał w Libii, gdzie był dyrektorem Polskiego Zespołu Medycznego w Bengazi.
W 1966 uczestniczył w pierwszej operacji przeszczepu nerki, która zakończyła się powodzeniem. Był dyrektorem Instytutu Transplantologii, a także pełnił funkcję Kierownika Kliniki Medycyny Transplantacyjnej i Nefrologii 
Akademii Medycznej w Warszawie. 
Zmarł 27 lipca 2017. Jest pochowany na cmentarzu wojskowym na Powązkach (kwatera E rząd 20 grób 6).

## Odznaczenia i wyróżnienia
- Krzyż Komandorski z Gwiazdą Orderu Odrodzenia Polski (2001)[1][6][3]
- Krzyż Komandorski Orderu Odrodzenia Polski (1995)[1][3]
- Krzyż Kawalerski Orderu Odrodzenia Polski (1988)[1][3]
- Złoty Krzyż Zasługi (1977)[1][3]
- Medal 40-Lecia Polski Ludowej (1987)[3]
- Odznaka Honorowa Polskiego Czerwonego Krzyża (1974)[3]
- odznaka honorowa „Za wzorową pracę w służbie zdrowia” (1977)[3]
- odznaka „Zasłużony dla województwa tarnowskiego” (1997)[3]
- Nagroda Indywidualna Zarządu Głównego Polskiego Towarzystwa Transplantacyjnego[1][3]
- Nagroda Specjalna I stopnia Ministra Zdrowia i Opieki Społecznej (1989)[1][3]
- Nagroda Zespołowa Ministra Zdrowia i Opieki Społecznej (1991)[1][3]